# Ђеренцано
Ђеренцано (итал. Gerenzano) је насеље у Италији у округу Варезе, региону Ломбардија.
Према процени из 2011. у насељу је живело 9835 становника. Насеље се налази на надморској висини од 226 м.

## Становништво
| 1936. | 1951. | 1961. | 1971. | 1981. | 1991. | 2001. | 2011.  |
| ----- | ----- | ----- | ----- | ----- | ----- | ----- | ------ |
| 4.882 | 4.810 | 5.520 | 7.204 | 7.817 | 8.093 | 9.028 | 10.411 |